# Kyle Casey
Kyle David Casey (Medway, 27 novembre 1990) è un ex cestista statunitense.